# 全叶桂樱
全叶桂樱是蔷薇科李属的一个种，原产南美西北部。其种加词“integrifolia”意为“全缘叶的”。